# کشتی (فیلم ۱۹۸۱)
کِشتی (به آلمانی: Das Boot) یک فیلم جنگی ۱۴۹ دقیقه‌ای به کارگردانی ولفگانگ پترسن با بازی یورگن پراخنو محصول کشور آلمان غربی پیشین است.
در دهه ۱۹۸۰ یک مینی‌سریال بر پایه تمام نوارهای خام و قسمت‌های پخش نشده از این فیلم در شش قسمت ۵۰ دقیقه‌ای (۳۰۰ دقیقه; یا ۲۹۳ دقیقه (۴ ساعت و ۵۳ دقیقه) بدون فلش‌بک‌های ابتدائی هر قسمت) تحت عنوان «Das Boot - The Original Uncut Version» توسط بی‌بی‌سی دو در بریتانیا و در سه قسمت صد دقیقه‌ای در آلمان پخش شد که در ایران این سریال توسط شبکه چهار تحت عنوان «زیردریایی» در شهریور ۱۴۰۱ با دوبله فارسی پخش شد.

## داستان
فرانسه هنگام جنگ جهانی دوم به دست نیروهای ارتش آلمان نازی اشغال شده و نیروی دریایی آلمان نازی یکی از بندرهای فرانسه اشغالی به نام بندر لا روشل را که در غرب فرانسه است پایگاه جنگی خودش کرده است، در سال ۱۹٤۱ یکی از زیردریائی‌های نیروی دریائی آلمان نازی به فرماندهی کاپیتان کلون (با بازی یورگن پراخنو) از بندر لاروشل برای شرکت در نبرد آتلانتیک (۱۹۳۹–۱۹۴۵) رهسپار دریا می‌شود، نخست با یک رزمناو دشمن درگیر می‌شود، سپس سه نفتکش دشمن را آماج اژدر می‌کند و بار دیگر با یک رزمناو دشمن درگیر می‌شود، پس از پایان درگیری با رزمناو دشمن یکی از سه نفتکش را که در آتش می‌سوخت اما هنوز غرق نشده بود آماج اژدر کرده و آن را هم غرق می‌کند، سپس فرمان می‌رسد که زیردریائی پس از دیدار با یکی از کشتی‌های نیروی دریائی ارتش آلمان نازی که در ساحل بندر ویگو در کشور اسپانیا لنگر انداخته است و پس از دریافت سوخت و خوراک از آن کشتی باید از تنگه جبل‌الطارق گذشته و خود را به دریای مدیترانه برساند و از آنجا هم به بندر لا اسپتزیا در شمال غربی ایتالیا برود (چون ایتالیا در آن زمان با آلمان نازی هم پیمان بود و نیروی دریائی آلمان نازی در بندر لااسپتزیا پایگاه جنگی درست کرده بود) هنگامی که زیردریائی می‌خواهد از تنگه جبل‌الطارق بگذرد دشمن با بارانی از بمب و گلوله با زیردریائی برخورد کرده و جلوی زیردریائی را برای گذشتن از تنگه جبل‌الطارق می‌گیرد، زیردریائی هم ناچار می شود به سوی بخش آفریقائی جبل‌الطارق رفته و با گردشی در دریا دوباره به آتلانتیک بازگردد، به هر روی زیردریائی با آن که آسیب‌های فراوان می‌بیند و حتی چند ساعت در کف دریا زمینگیر می‌شود غرق نمی‌شود اما چون نمی‌تواند از تنگه جبل‌الطارق گذشته و به بندر لااسپتزیا برود از این روی پس از سختی‌های فراوان ناچار می‌شود دوباره به پایگاه دریائی نازی‌ها در بندر لاروشل در فرانسه اشغالی بازگردد، هنگامی که ملوانان و کارکنان زیردریائی می‌خواهند آمدنشان را به پایگاه خودی جشن بگیرند بندر لاروشل را چند هواپیمای دشمن به سختی بمباران می‌کنند و به جز چند تن که از این بمباران جان به در می‌برند بسیاری از کارکنان زیردریائی که یکی از آنها هم کاپیتان کلون است کشته می‌شوند و زیردریائی نیز غرق می‌شود! این فیلم یک درام جنگی است که هرچند چشم اندازهای هنری و هیجان‌های سینمائی فراوان دارد اما پایان آن اندوهبار است و پیام آن مخالفت با جنگ و مخالفت با کشتار انسان‌هاست.